# Bela Vista do Toldo
Bela Vista do Toldo is een gemeente in de Braziliaanse deelstaat Santa Catarina. De gemeente telt 6.145 inwoners (schatting 2009).

## Aangrenzende gemeenten
De gemeente grenst aan Canoinhas, Major Vieira, Santa Cecília en Timbó Grande.